# 大集経
『大集経』(だいじっきょう、だいしゅうきょう、梵: Mahāsaṃnipāta-sūtra, マハーサンニパータ・スートラ)は、詳しくは『大方等大集経』(だいほうどうだいじっきょう)とは、中期大乗仏教経典の1つ。チベット語では「'dus pa chen po」と呼ばれている。釈迦が、十方の仏菩薩を集めて大乗の法を説いたもので、空思想に加えて密教的要素が濃厚である。
原題は、「マハー」が「大」（mahā）、「サンニパータ」（saṃnipāta）が「集合」、「スートラ」（sūtra）が「経」、総じて「集合させた大きな経」の意。
隋代に僧就(そうじゅ)が、北涼の曇無讖訳の大集経二十九巻に加えて、隋の那連提耶舎(なれんだいやしゃ)訳の『月蔵経』十二巻、『日蔵経』十五巻などを合わせて一つの経典、六十巻としたものである。
中国仏教では、『般若経』・『華厳経』・『涅槃経』・『大宝積経』と共に、大乗仏教五部経の1つに数えられ、大蔵経の構成にも影響を与えている。

## 内容
全体は十七分に分かれている。
1. 瓔珞品（第1巻前半） 成道後十六年に師子宝座に上り、諸々の菩薩や魔王等のために菩薩が行ずべき無礙の法門を説こうとする
2. 陀羅尼自在王菩薩品（第1巻後半～4巻） 仏が陀羅尼自在王菩薩のために修すべき戒・定・慧および陀羅尼の四種の瓔珞荘厳の法について説く
3. 宝女品（第5、6巻）には宝女童女の成就した三十二種の宝心等を明かす
4. 不眴菩薩品（第7巻） 不眴菩薩のために八陀羅尼門、八精進、八法、八荘厳、八発心等を説く
5. 海慧菩薩品（第8～11巻） 海慧菩薩に浄印三昧、仏法、大乗の意義、菩薩の発願、魔業、四天王呪等を示す
6. 無言菩薩品（第12巻） 無言菩薩が無言、無声、空なる法性を説く
7. 不可説菩薩品（第13巻） 不可説菩薩が発無上菩提心の十六法、増長菩提心の三十二法等を述べる
8. 虚空蔵菩薩品（第14～18巻） 虚空蔵菩薩のために六波羅蜜を始め菩薩の徳業を明かす
9. 宝幢分（第19～21巻） 魔苦品、往古品、魔調伏品、三昧神足品、相品、陀羅尼品、護品、授記品、悲品、護法品、四天王護法品、曠野鬼品、還本品の十三品を説く
10. 虚空目分（第22～24巻） 声聞品、世間目品、弥勒品、四無量心品、浄目品、聖目品、辟支仏乗品、無礙智品、護法品、大乗還品の十品を挙げる
11. 宝髻菩薩品（第25、26品） 菩薩の波羅蜜行、助菩提行、神通行、調衆生行の四種の行を説く
12. 無尽意菩薩品（第27～30巻） 六波羅蜜、四無量心、六通、四摂、四無礙智、四依等が不可尽であることを述べる
13. 日密分（第31～33巻） 護法品、四方菩薩集品、分別説欲品、分別品、不思議大通品、救竜品の六品を示す
14. 日蔵分（第34～45巻） 護持正法品、陀羅尼品、菩薩使品、定品、悪業集品、護持品、仏現神通品、星宿品、送使品、念仏三昧品、昇須弥山頂品、三帰済竜品、護塔品の十三品を明かす
15. 月蔵分（第46～56巻） 月幢神呪品、魔王波旬詣仏所品、諸阿修羅諸仏所品、本事品、第一義諦品、令魔得信楽品、一切鬼神集会品、諸悪鬼神得敬信品、諸天王護持品、諸魔得敬信品、提頭頼吒天王護持品、毘楼勒叉天王品、毘楼博叉天王品、毘沙門天王品、呪輪護持品、忍辱品、分布閻浮提品、星宿摂受品、建立塔寺品、法滅尽品の二十品を述べる
16. 須弥蔵分（第57、58巻） 声聞品、菩薩禅本業品、滅非時風雨品、陀羅尼品の四品を挙げる
17. 十方菩薩分（第59、60巻） 五十種の校計罪の相を説く

第9宝幢分には、女が男に生れかわる転女成男の思想、第15月蔵分には末法思想の根拠とされる、仏滅後を五百年ごとに区切って、正法の衰退を主張する五五百歳の思想が示されていることが、特徴として挙げられる。

## 別行本
- 前二十六巻および日密分三巻は北涼の曇無讖の訳
- 無尽意菩薩品四巻は智厳宝雲の訳で、別行本に『無尽意菩薩経』がある。
- 日蔵分十二巻、月蔵分十一巻、須弥蔵分二巻は那連提耶舎の訳とされ、それぞれ『大乗大方等大集日蔵経』『大乗大方等大集月蔵経』『大乗須弥蔵経』として別行
- 十方菩薩品は後漢の安世高訳で、『仏説明度五十校計経』として別行する。

## テキスト
- 『大正新脩大蔵経』第十三巻 pp.1～409。大蔵出版
- 『国訳一切経』大集部 第一巻～第三巻。大東出版社

## 経録
- 『出三蔵記集』第2
- 『開元釈教録』第4、6、7
- 『貞元新定釈教目録』第6

等に出る